# Pevnost Přemyšl
Pevnost Přemyšl (polsky Przemyśl) byla počátkem 20. století jednou z největších pevností na evropském kontinentu. Ležela v Přemyšlu a jeho bezprostředním okolí, které bylo důležitou obchodní křižovatkou a strategickým místem v Haliči (Galicii), který náležel od prvního dělení Polska součástí Rakouskému císařství.

## Vznik pevnosti
Myšlenka na výstavbu padla během Krymské války, kdy se výrazně zhoršily vztahy mezi Rakouskou monarchií a Ruskem. V roce 1871 došlo ke konečnému rozhodnutí o zbudování pevnosti. První fáze výstavby probíhala do roku 1896 a do roku 1914 byly zbudovány tři prstence opevnění. Projekt však nebyl z finančních důvodů nikdy zcela dokončen.

## Obležení pevnosti za první světové války

Plán pevnosti

První obležení pevnosti začalo 17. září 1914, podílelo se na něm zhruba 92 tisíc ruských vojáků. Rusové bezúspěšně útočili až do 10. října, přičemž bylo zabito přibližně 10 tisíc ruských a 4 tisíce rakousko-uherských vojáků.
26. srpna 1914 zahájila ruská vojska úspěšnou bitvu o Halič a do listopadu postupovala dále do nitra Rakouska-Uherska. Dne 5. listopadu začala ruská vojska druhé obléhání. Vzhledem k tomu, že se pevnost nacházela již hluboko v ruském zázemí, bylo nemožné, aby byla vojska vyproštěna. V zimě 1914–1915 došlo k rychlému vyčerpání zásob, postupně byly snižovány příděly potravin, poráželi se koně. Pevnost se ruské armádě dobýt nepodařilo, ovšem posádka čítající 110 tisíc mužů se byla nucena 22. března 1915 vzdát z důvodu nedostatku zásob. Na Velký pátek 2. dubna 1915 navštívil Přemyšl ruský car Mikuláš II. Alexandrovič.
2. května 1915 zvítězila rakousko-uherská a německá vojska v bitvě u Gorlice a vojska centrálních mocností začala postupovat do ruského území. 18. května byla pevnost Přemyšl obklíčena a 31. května byl zahájen rozhodující útok na pevnost. Pevnost a město byly dobyty 3. června, ruská vojska se stáhla.

## Obležení pevnosti za druhé světové války
1. září napadlo nacistické Německo Polsko a začala tak 2. světová válka. Součástí invaze do Polska bylo i německé obléhání pevnosti ve dnech 11. až 14. září 1939. Německo mělo velkou přesilu v těžkém dělostřelectvu i letectvu a po několika málo dnech urputných bojů se podařilo pevnost i město dobýt.